# 青木淳一
青木 淳一（あおき じゅんいち、1935年6月19日 - 2022年11月11日）は、日本の動物学者、土壌動物学者。横浜国立大学名誉教授。ササラダニ類の分類学および生態学を専門とし、この類の分類学において日本の水準を高いものにした。
父方の祖父は華族（子爵）・政治家の青木信光。母方の祖父は台湾電力社長などを務めた官僚・実業家の松木幹一郎 。叔父（父の末弟）は東京医科歯科大学名誉教授・元学長で衛生動物学者の加納六郎。

## 人物・来歴
ササラダニ類の分類学を手掛け、日本におけるこの分野をほとんど一人で開拓した。非常に精力的であり、日本におけるダニ類の研究発表先である日本蜘蛛学会の雑誌には、青木による新種記載の論文がほぼ毎号に出るという時期があった。
大学生までは昆虫が好きで、昆虫学研究室に入ったものの、この時期にササラダニ類に関心を持ち、卒業論文はその一群の分類研究を行った。これ以降、日本国内を中心にササラダニ類の分類研究を行い、多くの新種を記載した。多くの弟子を育て、日本中、あるいは日本国外のそれぞれの地域でササラダニ研究を続けている者が少なくない。また、土壌動物一般に関しても土壌動物学会の設立に携わり、多くの著書を出し、日本におけるこの分野の研究を推進した。ササラダニ類やその他土壌動物の生態にも注目し、それらを生物指標とする方法も検討した。
一般に向けての啓蒙活動も積極的で、ダニ類に関する多くの著書がある。
2022年11月11日、肺炎のため都立広尾病院で死去、87歳。

## 略歴
- 1935年6月：京都府京都市に生まれる[4]。父は子爵・青木信光の四男（戦後に短期間子爵を継ぐ）である青木蔚。
- 学習院幼稚園、学習院初等科、学習院中等科、学習院高等科卒業（常陸宮正仁親王は学友）。
- 1958年3月：東京大学農学部農学科卒業[4]。卒業論文のテーマは「日本産オニダニ科の分類」であった。
- 1963年3月：東京大学大学院生物系研究科博士課程修了[4]。東京大学より農学博士の学位を取得[4]。博士論文の題は「奥日光のササラダニ群集構造と植生および土壌との関連についての研究」。
- 1964年4月：ハワイ・ビショップ博物館昆虫研究部研究員に就任[4]。
- 1965年2月：国立科学博物館研究部研究官[4]
- 1975年4月：横浜国立大学助教授（同大学環境科学研究センター）[4]
- 1977年4月：横浜国立大学教授（同大学環境科学研究センター）[4]
- 1990年5月：日本土壌動物学会会長
- 1992年1月：日本ダニ学会会長
- 1994年1月：日本動物分類学会会長
- 1994年4月：横浜国立大学環境科学研究センター所長に就任（1996年3月まで）
- 2000年4月：神奈川県立生命の星・地球博物館長に併任[4]
- 2000年5月：日本土壌動物学会会長
- 2001年3月：横浜国立大学定年退官[4]、名誉教授

### 受賞歴
- 1968年：日本動物学会論文賞[4]
- 1989年：日本土壌動物学会賞[4]
- 1998年：日本動物学会賞[4]
- 1999年：中山賞大賞[4]
- 2001年：南方熊楠賞[4]

## 業績

### ササラダニの分類研究
日本におけるササラダニ分類研究の草分けであり、同時にそのレベルを世界のトップレベルに押し上げた。
大学までは昆虫学を中心に活動し、山崎輝男率いる害虫学研究室を選んだ。が、ここで佐々学の『疾病と動物』に出会い、この本のダニの項の最後にササラダニ類に関する記述があり、そこに記されていた「甲虫のような美しい姿」「ほとんど研究されていない」というくだりに感動したという。そのため、同研究室に所属しながらササラダニ研究に着手した。その後、ハワイからアジア一帯にも手を広げつつ、一貫してササラダニの分類研究を続けた。
青木以前には、日本のササラダニとして知られていたのは岸田久吉の記録した6種のみであったが、2000年代には660種が知られるようになった。その約半数の320種は青木が発見、新種記載したものである。日本国外でも98種の新種を記載した。
生態面でも、ニューギニアでのゾウムシの背に生える地衣類の上に生息する種の発見や、インドネシアでのアリの家畜として養われる種の発見などでも知られる。また、自然環境、植生との関連についても研究し、ササラダニの種組成を生物指標とすることを考案した。後に、土壌動物一般についても同様のことを試みている。その成果は、学校教育の場面や各地自治体の調査などに活用されている。

### 土壌動物学全般
『土壌動物学』を出版した。この書籍は土壌動物のあらゆる分類群についてその分類などを概説し、さらに土壌動物に関する生物学的な問題をさまざまな観点から取り上げたもので、これ1冊あれば土壌動物の研究に入れると思わせるような本である。その後、この分野の進展からより詳しい図鑑が企画された際も、青木は編著者となっている。

## 逸話
- 小学生の頃、趣味として模型機関車作り・切手集め・昆虫採集の3つに熱中した[4]。しかし、3つを満足させるには小遣いが不足し、小学5年生の時に六角形の鉛筆の側面に「モ」「キ」「コ」と彫って10回転がしたところ、「コ」が一番多く出た。それ以降は昆虫採集に集中するようになった[4][6]。なお、小学校のクラス雑誌で「将来の夢」には「農林技官」と書いた[4]。後に同窓会で「曲がりなりにも達成したのは俺だけ」と自慢した[7]。
- 卒業論文の時の研究室は、殺虫剤の作用機構の研究が中心であったため、指導教官の山崎は困惑しつつも青木のわがままを許した[4]。それに謝意を示すため、青木はその際に発見した新種を師の名にちなんでヤマサキオニダニとしたところ、ひどく不興を買ったという[8]。
- 35歳の頃、テレビ番組『ほんものは私です』（偽物2人と本物が登場、芸能人回答者がそれぞれに質問、それに対する答えから本物を当てるという趣向の番組）に「ダニ博士」として出た。その時の回答者は野際陽子、柴田錬三郎、川口浩、他1人であった。最初に川口が「世界のダニは何種類?」と尋ねたのに対して「500種」「800種」と偽物が答える一方、本物は悩んで答えられず、といった経過から、野際陽子しか本物を見抜けなかった[9]。
- 青木の手法は、まず土壌サンプルを採集、これをツルグレン装置にかけてダニ類を抽出する、というものである。そのため、野外での採集そのものは土をひとかけら取るだけでことが済む。
  - そのため、たとえば遠くに出かける知人に「土を一かけ」を土産に頼むという。常陸宮正仁親王が学習院幼稚園からの学友であり、旅先からしばしば土を土産にくれたとのことである。その際、飛行機内で配布されるゲロ袋はきわめて便利という。宮中歌会でこれに触れた歌を披露したこともあったという[10]。
  - 旅先でもこの手法で、手早くダニの採集が行える。南方熊楠賞授賞式の記念講演では、会場となった和歌山県田辺市にあるガーデンホテルハナヨの庭や植え込みで採集したダニのことを話題にしている[11]。
- 定年退職後は、ササラダニの研究は後継者に譲り、一転して少年時代に好きだったホソカタムシ類の分類研究に打ち込んだ[12]。
  - ホソカタムシ研究に入ったのは横浜国立大学を定年で退官し、神奈川県立生命の星・地球博物館館長も70歳で退職して後のことだった。彼は元々昆虫少年であり、高校時代にホソカタムシに関心を持ち、20種ほども集めていたという。それを大学受験のために中止し、受験に専念したという。しかし大学でダニを始めてしまい、それまで文通していた佐々治寛之が九州大学で昆虫学に進み、テントウムシの分類を始めていたので所有のホソカタムシ標本も全部彼に渡した。佐々治はそれもあって日本産のホソカタムシ研究も行っている。青木は博物館も退職し、することがなくなった時に『そうだ、また虫取りを始めよう！』と決心したという。佐々治がすでに亡くなっていたことから供養の意もあったとのこと。ちょうど田辺市で南方熊楠賞の選考委員長と授賞式を終えたところで山に入り、内井川という山間の村でツヤナガヒラタホソカタムシを採集したのが50年ぶりの標本第1号だった。ダニでは出来ない野外採集の喜びをかみ締めたという[13]。

## 著書

### ササラダニ類論文
論文290編 CiNii 青木淳一

### 土壌動物・ダニ学
- 『土壌動物学 : 分類・生態・環境との関係を中心に』北隆館、1973年。
  - 『土壌動物学 : 分類・生態・環境との関係を中心に』北隆館、1980年。
  - 『土壌動物学 : 分類・生態・環境との関係を中心に』（新訂版）北隆館、2010年。
- 『日本産土壌動物検索図説』（青木淳一 編）東海大学出版会、1991年。
  - 『土壌動物検索図説（第二版）』（青木淳一・川勝正治・宍田幸男・宇津木和男・下謝名松栄・佐藤英文・坂寄廣・鶴崎展巨・鈴木正将・石川和男・高久元・芝実・岡部貴美子・大久保憲秀・島野智之（ほか23名）著）東海大学出版会。
- 『日本産土壌動物―分類のための図解検索』（青木淳一 編著）東海大学出版会、1999年。
  - 『日本産土壌動物―分類のための図解検索 1』（編著、第2版）東海大学出版会、2015年。ISBN 9784486019459。
  - 『日本産土壌動物―分類のための図解検索 2』（編著、第2版）東海大学出版会、2015年。ISBN 9784486019459。
- 『都市化とダニ : コンクリート建造物のコケに生息するササラダニ類』東海大学出版会、2000年。
- 『ダニの生物学』（編著）東京大学出版会、2001年。
- 『Taxonomical Studies on the Soil Fauna of Yunnan Province in Southwest China（中国雲南省の土壌動物の分類学的研究）』（編著）東海大学出版会、2001年。
- 『だれでもできるやさしい土壌動物のしらべかた : 採集・標本・分類の基礎知識』合同出版、2005年。ISBN 4772603417。
- 『南西諸島のササラダニ類』東海大学出版会、2009年。ISBN 9784486018582。

### ホソカタムシ
- 『ホソカタムシの誘惑―日本産ホソカタムシ全種の図説』東海大学出版会、2009年。
  - 『ホソカタムシの誘惑―日本産ホソカタムシ全種の図説』（第2版）東海大学出版会、2013年。
- 『日本産ホソカタムシ類図説―ムキヒゲホソカタムシ科・コブゴミムシダマシ科』昆虫文献六本脚、2012年。

### 一般書
- 『ダニの話』北隆館〈よみもの動物記〉、1968年。
- 『大地のダニ』共立出版〈科学ブックス32〉、1976年。
- 『自然の診断役 土ダニ』日本放送出版協会〈NHKブックス 438〉、1983年。
- 『きみのそばにダニがいる 日本列島ダニ探し』ポプラ社〈どんぐりブックス20〉、1989年。
  - 『きみのそばにダニがいる 日本列島ダニ探し』ポプラ社〈ポプラ・ノンフィクションbooks 10〉、1996年。
- 『ダニにまつわる話』筑摩書房〈ちくまプリマーブックス 99〉、1996年。
- 『自然の中の宝探し』有隣堂、2006年。
- 『むし学』東海大学出版会、2011年。
- 『博物学の時間―大自然に学ぶサイエンス』東京大学出版会、2013年。
- 『ダニ博士のつぶやき』論創社、2018年。